# 體育舞蹈
運動舞（dancesport），是在社交舞基礎上發展而來的競技性舞蹈比賽。傳統競技舞蹈分為兩類，即國際標準舞（International Standard）和國際拉丁舞（International Latin），合稱為國際風格（International Style），而每種類別又各五項舞蹈組成。世界大多數國家的舞蹈比賽主要是國家標準舞和國際拉丁舞。在美國，除了國際舞之外，還有美式舞，分別稱作美式流暢舞（American Smooth）和美式節奏舞（American Rhythm），稱為美式風格（American Style）。新式競技舞蹈的霹靂舞被世界運動舞蹈總會推動首度成為於2024年巴黎奧運奧運運動項目。
標準舞（Ballroom Dance，或称舞厅舞）包括华尔兹、维也纳华尔兹、探戈、狐步和快步舞。
拉丁舞（Latin Dance）包括伦巴、恰恰恰、桑巴、捷舞和鬥牛舞。
在美國，流暢舞和節奏舞由以下幾種舞組成：
- 流暢舞：華爾茲（Waltz）、探戈（Tango）、狐步（Foxtrot）、維也納華爾茲（Viennese Waltz）。

- 節奏舞：恰恰恰（Cha Cha Cha）、倫巴（Rumba）、搖擺（Swing）、曼波（Mambo）、泊萊羅（Bolero）。

儘管美式舞和國際舞有很多名字雷同的舞蹈，但是實際動作、節奏、速度、技術，以及比賽著裝，都有很大不同。
每个舞种均有各自的舞曲、舞步及风格。根据各舞种的乐曲和动作要求，组编成各自的成套动作。

## 简介

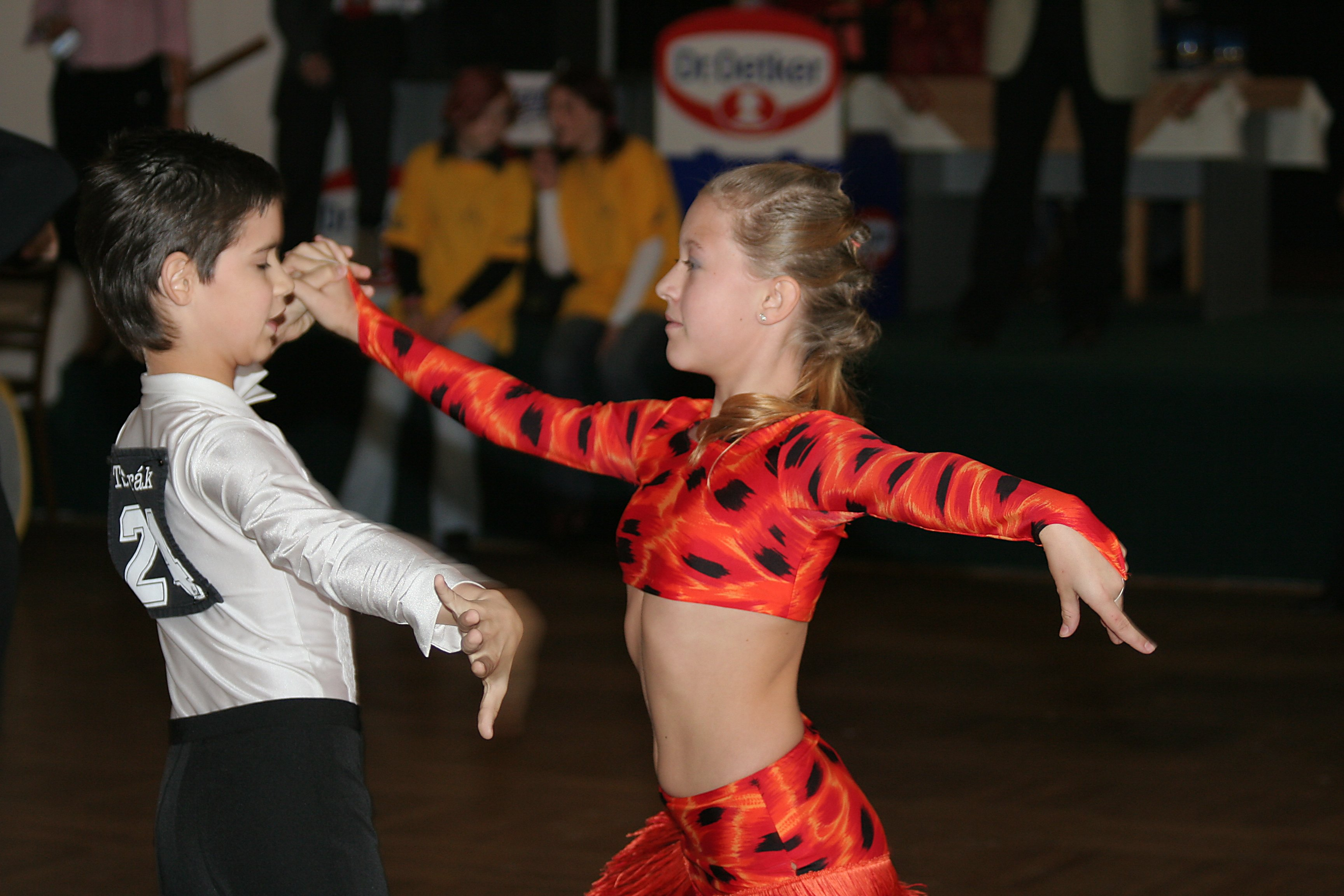
捷克的少年恰恰恰比賽

国际标准舞起源于古代土风舞，经历对舞、圈舞、行列舞、集体舞等演变过程，并与欧洲贵族在宫廷举行的交谊舞会结合，成为流传广泛的社交舞。法国大革命后民间开始流行。第二次世界大战后，美国人将该舞蹈散播到全球各地。

## 发展历程
1904年，英国皇家舞蹈教师协会成立。
20世纪20年代，英国皇家舞蹈教师协会发起开始研究传统宫廷舞、交谊舞及拉美国家的各式土风舞的基础上，将当时欧美流行的舞姿、舞步、方向等整理成统一标准，制定了有关舞蹈理论、技巧、音乐、服装等竞技的标准。
1925年，正式颁布了华尔兹、探戈、狐步、快步四种舞的步伐，总称社交舞。
1947年，德国柏林举行第一届世界标准交谊舞锦标赛。
1950年，英国世界舞蹈组织ICBD（現WDC）于英国黑池主办了首届黑池舞蹈节（Blackpool Dance Festival 1950），并把规范后的舞蹈命名为国际标准舞，以后每年的5月底，在黑池举办一届世界性的大赛。之后社交舞中又增加了维也纳华尔兹。
1960年，英國皇家舞蹈教師協會 將 非洲和拉美一些国家的民间舞经过了规范加工后，又增加了拉丁舞的比赛，包括五种舞：恰恰恰、伦巴、桑巴、牛仔、斗牛。
1992年，国际标准舞被列为奥运会表演项目。随后国际标准舞又称为“体育舞蹈”，被计划纳入体育运动项目。
1997年9月4日，拥有74个会员国的国际舞蹈运动总会（International Dance Sport Federation）正式成为国际奥林匹克委员会会员。
2000年，国际标准交谊舞再次成为悉尼奥运会的表演项目。
在中国的发展历程
国际标准交谊舞于20世纪30年代传入中国，於80年代漸速发展。
1987年，中国举办首届中国国际标准交谊舞比赛。
1991年，中国举行了首届中国体育舞蹈锦标赛。

## 舞步
這裡所列出部分舞蹈項目的舞步，但是舞步並非局限於此。根據比賽級別的不同，有很多舞步都是由比賽選手自己編撰的。

### 国际标准探戈舞步
- 左足搖步（Rock on L. F.）
- 左轉直行側步（Progressive Side Step）
- 基本左轉步（Basic Reverse Turn）
- 分式左轉步（Open Reverse Turn）
- 右足搖步（Rock on R. F.）
- 右扭轉步（Natural Twist Turn）
- 側行右轉步（Natural Promenade Turn）
- 直行側步（Progressive Side Step）
- 直行連步（Progressive Link）
- 側行並退步（Fallaway Promenade）
- 側迴旋步（Outside Swivel）
- 側行連步（Promenade Link）
- 退側行步（Back Open Promenade）
- 退截步（Back Corte）
- 併式側行步（Closed Promenade）
- 分式側行步（Open Promenade）
- 搖轉步（Rock Turn）
- 四快步（Four Step）
- 刷敲步（Brush Tap）
- 追擊步（Chase）
- 四快換步（Four Step Change）
- 墜落式過度傾斜步（Drop Oversway）
- 並退四快步（Fallaway Four Step）
- 過度傾斜步（Oversway）

### 国际标准華爾滋舞步
- 右足併換步（R. F. Closed Change）
- 左足併換步（L. F. Closed Change）
- 右轉步（Natural Turn）
- 右旋轉步（Natural Spin Turn）
- 右直行追步（Progressive Chasse to Right）
- 左轉步（Reverse Turn）
- 左轉截步（Reverse Corte）
- 左帚形步（Left Whisk）
- 左軸轉（Reverse Pivot）
- 雙左旋轉步（Double Reverse Spin）
- 追步由側行位置（Chasse from P.P.）
- 外側旋轉步（Outside Spin）
- 外側換步（Outside Change）
- 帚形步（Whisk）
- 退帚形步（Back Whisk）
- 退鎖步（Backward Lock）
- 並退帚形步（Fallaway Whisk）
- 分式滑雪形轉步（Open Telemark）
- 分式激轉步（Open Impetus Turn）
- 躊躇拉步（Drag Hesitation）
- 躊躇換步（Hesitation Change）
- 交叉躊躇步（Cross Hesitation）
- 迂返步（Weave）
- 翼步（Wing）
- 滑雪形轉步（Telemark）
- 轉鎖步（Turn Lock）
- 反向抑制步（Contra Check）
- 併式翼步（Closed Wing）
- 雙右旋轉步（Double Natural Spin）

### 国际标准倫巴舞步
- 阿莉瑪娜右轉由併身位置左手握右手（Alemana Fr0m O.P with L to R Hand）
- 阿莉瑪娜右轉班至井身反分身位置（Alemana Check to O.CPP）
- 阿莉瑪娜由併身位置右握右手（Alemana from O.P with R to R Handhold）
- 三個阿莉瑪娜（Three Alemana）
- 對身扭腰（Closed Hip Twist）
- 併身扭腰（Open Hip Twist）
- 對身扭腰至井反分身位置（Closed Hip twist Turn to open C.PP）
- 连续轉圈扭腰（Continuous Circular Hip Twist）
- 连续扭腰（Continuous Hip Twist）
- 扭腰追步（Hip Twist Chasse）
- 併身扭腰（Open Hip Twist）
- 對身扭腰螺旋轉（Closed Hip Twist Spiral）
- 变奏古巴摇步（Syncopated Cuban Rocks）
- 古巴碎步（Cuban Rocks）
- 併身反分身古巴碎步（Cuban Break in Open CPP）
- 併身位置古巴碎步（Cuban Break in Open Pos）
- 併身分身位置和併身反分身位置的古巴碎步（Split Cuban Break from O.CPP and O.PP）
- 由併身反分身位置的古巴碎步（Split Cuban Break in O.CPP）
- 螺旋轉（Sprial）
- 螺旋轉至扇形位置（Sprial turn to Fan Pos）
- 螺旋轉至併身反分身位置（Sprial turn to Fan Pos）
- 曲棍球步（Hockey stick）
- 曲棍球步轉至併身反分身位置（Hockey Stick turned to O.PP）
- 卷曲步（Curl）
- 卷曲步轉至井反分身位置（Curl turned to O.PP）
- 右陀螺轉（Natural Top）
- 左陀螺轉（Reverse top）
- 右左併身步（Opening out to R ant L）
- 併身反分身位置抑制步（Check from O.CPP.）
- 前進及后退基本常常步（Forward and backward Walks Basic Movement）
- 半重心拍步（Cucarachas）
- 扇步（Fan）
- 手交手（Hand to Hand）
- 臂下轉左和右（Under Arm Turn to L and R）
- 軸心轉左和右（Spot Turn to Land）
- 变化基本步（Alternative Basic Movement）
- 影子位前進步（For Warks in Shadow pas）
- 高级併身扭腰（Advanced Opening Out Movement）
- 反身退步（Fallaway）
- 绕绳步（Rope Spinning）
- 栅门步（Sliding Doors）
- 棋併追步左右左右左右（Chasse [LRL.RLR]）
- 前進鎖步左右左右左右（Forward Lock [LRL.RLR]）
- 肩對肩（Shoulder to Shoulder）
- 時間步（Time Step）
- 交叉基本步（Cross Basic）
- 半重心步（Guapacha Timing）

### 霹靂舞基礎動作
- 搖滾步（Toprock）
- 排腿（Downrock/Footwork）
- 大地板（Power moves）
- 定格（Freezes）
- 翻滾（Flip）

## 舞蹈项目

### 國際標準舞（International Standard）
以下為國際風格的標準舞，包括華爾茲、探戈、狐步、快步和維也納華爾茲。其中音樂速度並不總是固定的，但大都在一個特定範圍內。
| 舞种名       | 英文名         | 发源地 | 节拍 | 速度（小节/分） | 别称                     |
| 华尔兹       | Waltz          | 德国   | 3/4  | 29              | 慢华尔兹、慢三步、圆舞曲 |
| 探戈         | Tango          | 阿根廷 | 2/4  | 33              | 欧洲探戈                 |
| 狐步         | Foxtrot        | 英國   | 4/4  | 29              | 慢四步                   |
| 快步         | Quick Step     | 美国   | 4/4  | 48~50           | 快四步                   |
| 维也纳华尔兹 | Viennese Waltz | 奥地利 | 6/8  | 60              | 快三步                   |

### 國際拉丁舞（International Latin）
| 舞种名 | 外文名      | 发源地                                       | 节拍     | 速度（小节/分） | 别称   |
| 伦巴   | Rumba       | 古巴                                         | 4/4      | 27              |        |
| 恰恰恰 | Cha-cha-cha | 古巴                                         | 4/4      | 30              | 查查查 |
| 桑巴   | Samba       | 巴西                                         | 2/4或4/4 | 50              | 森巴   |
| 鬥牛舞 | Paso Doble  | 法国（尽管很多人认为起源于西班牙，那是误解） | 2/4或6/8 | 62              |        |
| 捷舞   | Jive        | 美国                                         | 4/4      | 44              | 牛仔舞 |

影片片段
- 2005年全美国業餘拉丁舞冠軍比賽，決賽選手輪流表演一段舞蹈。 （页面存档备份，存于）

## 主要國際比賽
- 英國黑池標準舞公開賽
- 美國俄亥俄明星舞會
- 美國全國體育舞蹈冠軍賽
- WDSF霹雳舞世界錦標賽
- 歐洲運動會、泛美運動會、亞洲運動會等各大洲運動會的霹靂舞項目

## 外部連結
- 國標舞 拉丁 心得筆記  https://www.facebook.com/30Ballroomdance/ （页面存档备份，存于）
- latin第五大道
- 英國皇家舞蹈教師協會 （页面存档备份，存于）（這是國際風格的體育舞蹈的最基礎機構，主要負責制定舞步動作以及教師培訓及考試。）
- 國際運動舞蹈總會(WDC)(職業)　 （页面存档备份，存于）前身為I.C.B.D.（International Council of Ballroom Dancing）
- 世界運動舞蹈總會(WDSF)(業餘+職業)　 （页面存档备份，存于）前身為IDSF，創立時名為 I.C.A.D.（International Council of Amateur Dancers）
- 中華民國體育運動舞蹈總會 （页面存档备份，存于）
- 2dance.tv 国际标准舞视频
- 体育舞蹈 中国舞蹈网
- 国标舞
- 國標舞論壇
- 拉丁汇 （页面存档备份，存于）